# واتسلاف خالوپکا
واتسلاف خالوپکا (چکی: Václav Chaloupka؛ زادهٔ ۱۸ فوریه ۱۹۹۸) قایقران اسلالوم اهل جمهوری چک است.
وی در مسابقات کشوری و بین‌المللی در مجموع برندهٔ ۵ مدال طلا، ۹ مدال نقره، ۸ مدال برنز شده‌است.